# Латифи, Илир
Или́р Латифи́ (швед. Ilir Latifi; род. 28 июля 1983, Мальмё) — шведский боец смешанного стиля, представитель полутяжёлой весовой категории. Выступает на профессиональном уровне начиная с 2008 года, известен прежде всего по участию в турнирах бойцовской организации UFC.

## Биография
Илир Латифи родился 28 июля 1983 года в городе Мальмё, Швеция. Имеет албанские корни, его родители эмигрировали сюда из Косово в 1960-х годах.
Вырос в урбанистическом районе Русенгорд, в детстве дружил с проживавшим здесь Златаном Ибрагимовичем, будущим известным футболистом. Многие из родственников Илира занимались борьбой, и он с юных лет увлёкся этим видом спорта, усердно тренировался, мечтая стать чемпионом мира. В 2005 году начал осваивать ММА по примеру своего старшего брата Арбена, который на тот момент уже владел чёрным поясом по бразильскому джиу-джитсу и считался одним из первопроходцев смешанных единоборств в Швеции.
Прежде чем начать профессиональную карьеру, активно выступал на любительских соревнованиях по грэпплингу и греко-римской борьбе, в частности становился чемпионом Европы по версии ADCC, принимал участие в чемпионате мира ADCC.

### Начало профессиональной карьеры
Дебютировал в смешанных единоборствах на профессиональном уровне в мае 2008 года, на турнире в Болгарии встретился с болгарским самбистом Благоем Ивановым, однако уже на первой минуте первого раунда поединок остановили из-за повреждений ринга — бой таким образом был признан несостоявшимся.
Дрался в таких шведских промоушенах как Superior Challenge и Rumble of the Kings, первое время выступал в тяжёлой весовой категории, затем спустился в полутяжёлый вес. Первое в карьере поражение потерпел в ноябре 2009 года, техническим нокаутом от японца Тацуи Мидзуно.
В 2011 впервые выехал в США и подрался на турнире Shark Fights, где единогласным решением судей был побеждён американцем Эмануэлем Ньютоном.
В 2012 году отметился победой на турнире Glory и завоевал титул чемпиона Superior Challenge в полутяжёлой весовой категории.

### Ultimate Fighting Championship
Имея в послужном списке семь побед и только два поражения, Латифи привлёк к себе внимание крупнейшей бойцовской организации мира Ultimate Fighting Championship и в апреле 2013 года на коротком уведомлении за четыре дня заменил травмировавшегося соотечественника Александра Густафссона в бою с представителем Нидерландов Гегардом Мусаси, согнав за это время более десяти килограмм лишнего веса. Противостояние между ними продлилось всё отведённое время, в итоге судьи единогласным решением отдали победу Мусаси. При этом президент организации Дейна Уайт похвалил Латифи за смелость выйти против такого именитого бойца без полноценной подготовки и пообещал, что он ещё выступил в UFC.
Во втором поединке в марте 2014 года Илир Латифи принудил к сдаче французского ветерана кикбоксинга Сириля Дьябате, который после этого поражения завершил спортивную карьеру. Позже в том же году должен был встретиться с Томом Лоулором, но тот получил травму и был заменён Крисом Демпси — Латифи нокаутировал его серией ударов уже в первом раунде. Затем, однако, уступил техническим нокаутом поляку Яну Блаховичу, пропустив сильный удар ногой в печень.
В июле 2015 года уже на 56 секунде первого раунда нокаутировал голландца Ханса Стрингера.
В 2016 году отметился победами над такими бойцами как Шон О’Коннелл и Джан Вилланте, но затем проиграл нокаутом Райану Бейдеру.
В сентябре 2017 года единогласным судейским решением выиграл у непобеждённого на тот момент австралийца Тайсона Педро.
2018 год начал с победы технической сдачей над Овинсом Сен-Прё, заработав бонус за лучшее выступление вечера и поднявшись в рейтинге полутяжеловесов UFC до третьей строки.

## Статистика в профессиональном ММА
| Боёв 26         | Побед 16 | Поражений 9 |
| --------------- | -------- | ----------- |
| Нокаутом        | 5        | 4           |
| Сдачей          | 5        | 0           |
| Решением        | 6        | 5           |
| Не состоявшихся | 1        | 1           |

| Результат    | Рекорд   | Соперник          | Способ                        | Турнир                                      | Дата            | Раунд | Время | Место                  | Примечание                                    |
| ------------ | -------- | ----------------- | ----------------------------- | ------------------------------------------- | --------------- | ----- | ----- | ---------------------- | --------------------------------------------- |
| Поражение    | 16–9 (1) | Родриго Насименту | Раздельное решение            | UFC Fight Night: Дерн vs. Хилл              | 20 мая 2023     | 3     | 5:00  | Лас-Вегас, Невада, США |                                               |
| Победа       | 16-8 (1) | Алексей Олейник   | Единогласное решение          | UFC Fight Night: Дерн vs. Янь               | 1 октября 2022  | 3     | 5:00  | Лас-Вегас, США         |                                               |
| Победа       | 15-8 (1) | Таннер Бозер      | Раздельное решение            | UFC Fight Night: Rozenstruik vs. Sakai      | 5 июня 2021     | 3     | 5:00  | Лас-Вегас, США         |                                               |
| Поражение    | 14-8 (1) | Деррик Льюис      | Единогласное решение          | UFC 247                                     | 8 февраля 2020  | 3     | 5:00  | Хьюстон, США           | Вернулся в тяжёлый вес.                       |
| Поражение    | 14-7 (1) | Волкан Оздемир    | KO (удары руками)             | UFC Fight Night: Shevchenko vs. Carmouche 2 | 10 августа 2019 | 2     | 4:31  | Монтевидео, Уругвай    |                                               |
| Поражение    | 14-6 (1) | Кори Андерсон     | Единогласное решение          | UFC 232                                     | 29 декабря 2018 | 3     | 5:00  | Инглвуд, США           |                                               |
| Победа       | 14-5 (1) | Овинс Сен-Прё     | Техническая сдача (гильотина) | UFC on Fox: Emmett vs. Stephens             | 24 февраля 2018 | 1     | 3:48  | Орландо, США           | Выступление вечера.                           |
| Победа       | 13-5 (1) | Тайсон Педро      | Единогласное решение          | UFC 215                                     | 9 сентября 2017 | 3     | 5:00  | Эдмонтон, Канада       |                                               |
| Поражение    | 12-5 (1) | Райан Бейдер      | KO (удар коленом)             | UFC Fight Night: Arlovski vs. Barnett       | 3 сентября 2016 | 2     | 2:06  | Гамбург, Германия      |                                               |
| Победа       | 12-4 (1) | Джан Вилланте     | Единогласное решение          | UFC 196                                     | 5 марта 2016    | 3     | 5:00  | Лас-Вегас, США         |                                               |
| Победа       | 11-4 (1) | Шон О’Коннелл     | KO (удар рукой)               | UFC Fight Night: Dillashaw vs. Cruz         | 17 января 2016  | 1     | 0:30  | Бостон, США            |                                               |
| Победа       | 10-4 (1) | Ханс Стрингер     | KO (удары руками)             | UFC Fight Night: Bisping vs. Leites         | 18 июля 2015    | 1     | 0:56  | Глазго, Шотландия      |                                               |
| Поражение    | 9-4 (1)  | Ян Блахович       | TKO (удары)                   | UFC Fight Night: Nelson vs. Story           | 4 октября 2014  | 1     | 1:58  | Стокгольм, Швеция      |                                               |
| Победа       | 9-3 (1)  | Крис Демпси       | KO (удары руками)             | UFC Fight Night: McGregor vs. Brandao       | 19 июля 2014    | 1     | 2:07  | Дублин, Ирландия       |                                               |
| Победа       | 8-3 (1)  | Сириль Дьябате    | Сдача (удушение ниндзи)       | UFC Fight Night: Gustafsson vs. Manuwa      | 8 марта 2014    | 1     | 3:02  | Лондон, Англия         |                                               |
| Поражение    | 7-3 (1)  | Гегард Мусаси     | Единогласное решение          | UFC on Fuel TV: Mousasi vs. Latifi          | 6 апреля 2013   | 3     | 5:00  | Стокгольм, Швеция      |                                               |
| Победа       | 7-2 (1)  | Жоржи Оливейра    | Единогласное решение          | Superior Challenge 8                        | 6 октября 2012  | 3     | 5:00  | Мальмё, Швеция         | Выиграл титул чемпиона SC в полутяжёлом весе. |
| Победа       | 6-2 (1)  | Тони Лопес        | Единогласное решение          | Glory 1: Stockholm                          | 26 мая 2012     | 3     | 5:00  | Стокгольм, Швеция      |                                               |
| Победа       | 5-2 (1)  | Денис Богданов    | Сдача (американа)             | United Glory 15                             | 23 марта 2012   | 1     | 0:51  | Москва, Россия         |                                               |
| Поражение    | 4-2 (1)  | Эмануэль Ньютон   | Единогласное решение          | Shark Fights 17: Horwich vs. Rosholt 2      | 15 июля 2011    | 3     | 5:00  | Фриско, США            |                                               |
| Победа       | 4-1 (1)  | Маттео Минонцио   | TKO (ногой в голову)          | Strength and Honor Championship 2           | 10 апреля 2010  | 1     | 4:29  | Женева, Швейцария      |                                               |
| Поражение    | 3-1 (1)  | Тацуя Мидзуно     | TKO (удары)                   | Rumble of the Kings 4                       | 20 ноября 2009  | 3     | 0:15  | Норрчёпинг, Швеция     |                                               |
| Победа       | 3-0 (1)  | Дарко Крбаневич   | Сдача (рычаг локтя)           | Rumble of the Kings 3                       | 22 мая 2009     | 1     | 1:43  | Мальмё, Швеция         |                                               |
| Победа       | 2-0 (1)  | Луис Пинью        | Сдача (удары руками)          | Rumble of the Kings 2                       | 27 февраля 2009 | 1     | 1:20  | Норрчёпинг, Швеция     | Дебют в полутяжёлом весе.                     |
| Победа       | 1-0 (1)  | Роман Михочка     | KO (удары руками)             | Superior Challenge 2                        | 25 октября 2008 | 2     | 1:55  | Стокгольм, Швеция      |                                               |
| Не состоялся | 0-0 (1)  | Благой Иванов     | NC (поломка ринга)            | Real Pain Challenge 2                       | 17 мая 2008     | 1     | 0:55  | София, Болгария        | Бой остановлен после разрушения ринга.        |